# Kessel von Mons
1944: Overlord · Dragoon · Mons · Market Garden · Scheldemündung · Aachen · Hürtgenwald · Queen · Elsass-Lothringen · Ardennen
1945: Nordwind · Bodenplatte · Blackcock · Colmar · Veritable · Grenade · Blockbuster · Lumberjack · Undertone · Plunder · Flashpoint · Aschaffenburg · Würzburg · Ruhrkessel · Friesoythe · Nürnberg
Im Kessel von Mons wurden im Zweiten Weltkrieg während des Rückzugs deutscher Truppen aus Nordfrankreich zwischen Ende August und dem 6. September 1944 mehrere deutsche Divisionen von Einheiten der Westalliierten fast vollständig aufgerieben. Mons wurde am 2. September befreit.
Bei den Wehrmacht-Truppen handelte es sich um die folgenden, bei den Kämpfen während der Operation Overlord in der Normandie dem Kessel von Falaise entkommenen und bereits stark dezimierten Divisionen:
- die 2. und 9. Panzer-Division sowie die 2. und 12. SS-Panzer-Division,
- die 3., 5. und 6. Fallschirmjäger-Division,
- die 47., 275. und 353. Infanterie-Division und
- die Kampfgruppe von Aulock

Im Wesentlichen waren es Einheiten dreier deutscher Korps, die der 5. Panzerarmee unterstanden hatten und in den letzten Tagen des August den Kontakt zu ihren übergeordneten Stäben verloren hatten. Den provisorischen Oberbefehl über die von der Einschließung bedrohten Truppen übernahm General der Infanterie Erich Straube.
Deutsche Kolonnen waren auf dem Rückzug entlang der Straße Amiens-Cambrai-Mons in Richtung Belgien, als sie von US-Aufklärungsflugzeugen gesichtet und von Thunderbolt-Kampfflugzeugen bombardiert wurden. 
Der 3. US-Panzerdivision unter Brigadegeneral Maurice Rose und der diese unterstützenden 1. US-Infanteriedivision und anderen amerikanischen und britischen Einheiten gelang es, Straßensperren nördlich der Deutschen aufzubauen und trotz heftiger Kämpfe zu halten. Weitere alliierte Einheiten erreichten das Gebiet bei Mons und begannen, den Kessel zu schließen. Mehr als 25.000 Deutsche ergaben sich den Alliierten. Eine große Anzahl kämpfte weiter, und tatsächlich gelang am Folgetag ein Ausbruch. Etwa 40.000 Deutsche konnten durch die durchlässigen amerikanischen Linien entkommen, obwohl die US-Einheiten versuchten, sie zu verfolgen.
Die meisten Divisionen wurden danach in den Niederlanden oder in Deutschland neu aufgestellt. Dazu kamen die Kampfgruppe Hohenstaufen unter SS-Obersturmbannführer Walter Harzer und die Kampfgruppe Frundsberg unter SS-Oberführer Heinz Harmel, die beide nur zwei Wochen später eine wichtige Rolle bei der Abwehr der alliierten Luftlandeaktion Market Garden spielten.
Im Kessel und im Verlauf des deutschen Ausbruchs konnten die Alliierten drei deutsche Generäle gefangen nehmen:
- Generalmajor Carl Wahle, Kommandeur der 47. Infanterie-Division
- Generalmajor Hubertus von Aulock, Kommandeur der Kampfgruppe von Aulock
- Generalleutnant Rüdiger von Heyking, Kommandeur der 6. Fallschirmjäger-Division

Brigadegeneral Rose wurde am 5. September für die Einkesselung der deutschen Einheiten zum Major General befördert.
Der alliierte Sieg bei Mons wurde in der Ausgabe des Life-Magazine vom 18. September 1944 in einem Artikel thematisiert.